# ATI - Autolinee Trasporti Interni
Le ATI - Autolinee Trasporti Interni sono un'azienda di trasporto pubblico sammarinese.

## Storia

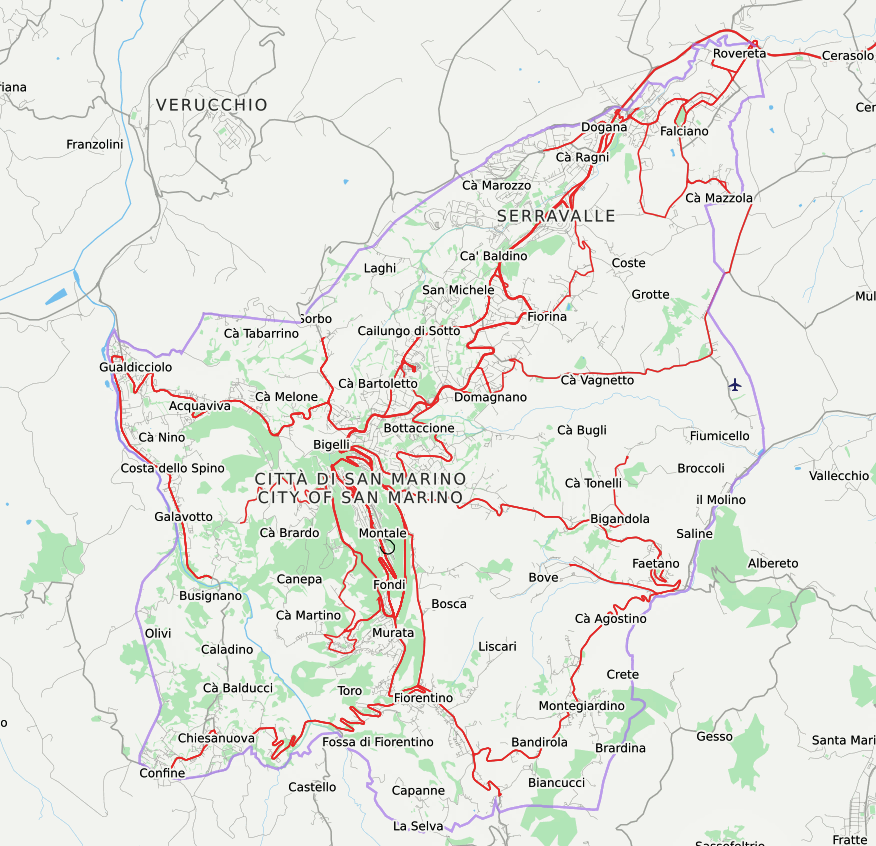
Linee autobus a San Marino

Le Autolinee Trasporti Interni nascono con la delibera n. 3 del 4 luglio 1974 per effettuare i trasporti pubblici all'interno della Repubblica di San Marino e i primi mezzi utilizzati sono due Monocar (su meccanica Fiat 314) prodotti dall'azienda Menarini di Bologna. Nel 1981 entrano a far parte dell'Azienda autonoma di Stato per i servizi pubblici.
Nel 2017 gestiva otto autolinee che effettuavano dalle cinque alle sette corse giornaliere dalle 6 alle 18 e aveva un parco con i seguenti automezzi:
- CAM Pollicino 35P
- BredaMenarinibus Monocar 240
- BredaMenarinibus Monocar 231
- BredaMenarinibus Monocar 340
- Mercedes-Benz Citaro
- Mercedes-Benz Sprinter

## Flotta

### Mezzi Attuali
| Targa | Modello                       | Note                                   |
| ----- | ----------------------------- | -------------------------------------- |
| C1719 | BredaMenarinibus M240LS       |                                        |
| C1724 | BredaMenarinibus M240LS       |                                        |
| C7077 | BredaMenarinibus M240LU       |                                        |
| H5402 | Mercedes-Benz Citaro Facelift |                                        |
| H5403 | Mercedes-Benz Citaro Facelift |                                        |
| H9309 | Mercedes-Benz Sprinter        |                                        |
| H9310 | Mercedes-Benz Sprinter        |                                        |
| J4248 | Mercedes-Benz Citaro Facelift |                                        |
| J4890 | Mercedes-Benz Sprinter        |                                        |
| J4891 | Mercedes-Benz Sprinter        |                                        |
| J8833 | Mercedes-Benz Sprinter        |                                        |
| J8834 | Mercedes-Benz Sprinter        |                                        |
| L1671 | BredaMenarinibus M240LU       | ex matricola 1102 di Trieste Trasporti |
| L1672 | BredaMenarinibus M240LU       |                                        |
| L2160 | BredaMenarinibus M240LU       |                                        |
| L2451 | BredaMenarinibus M240LU       | ex matricola 1104 di Trieste Trasporti |
| L2452 | BredaMenarinibus M240LU       | ex matricola 1109 di Trieste Trasporti |
| M6632 | Mercedes-Benz Citaro C2K      |                                        |
| M6633 | Mercedes-Benz Citaro C2K      |                                        |
| P0869 | Mercedes-Benz Citaro C2K      |                                        |

I mezzi radiati sono stati venduti alla TRAM di Rimini, dal 2009 Start Romagna.

### Mezzi Radiati
| Targa       | Modello                    | Note |
| ----------- | -------------------------- | --- |
| 2149        | Fiat 409 Menarini          | Furono i primi bus acquistati negli anni '70 per il servizio urbano di San Marino, in origine erano dipinti nei colori nazionali sammarinesi.                                                                              |
| 2150        | Fiat 409 Menarini          | Furono i primi bus acquistati negli anni '70 per il servizio urbano di San Marino, in origine erano dipinti nei colori nazionali sammarinesi.                                                                              |
| Sconosciute | CAM Alè                    | Ceduto a TRAM Servizi, poi Start Romagna e rinumerata 1413 e in seguito 31413 - radiata nel 2018 da Start Romagna |
| Sconosciute | CAM Alè                    | Ceduto a TRAM Servizi, poi Start Romagna e rinumerata 1414 poi 31414 - radiata nel 2014 a seguito di uno spaventoso incidente a Spadarolo di Vergiano, mentre era in servizio sulla linea 14 (Rimini-Gaiofana di Vergiano) |
| 12835       | Fiat 418                   | Radiati in Data Sconosciuta |
| 18221       | Fiat 470.10.20 Valle Ufita | Radiati in Data Sconosciuta |
| 20596       | Fiat 308L Cameri           | Radiati in Data Sconosciuta |
| 34413       | CAM Pollicino              | Radiati in Data Sconosciuta |
| 35021       | Bredabus 2001              | Radiati in Data Sconosciuta |
| 35029       | CAM Pollicino 35p          | Radiati in Data Sconosciuta |
| 35147       | Bredabus 2001              | Radiati in Data Sconosciuta |
| 36458       | Bredabus 2001              | Radiati in Data Sconosciuta |
| 36459       | Bredabus 2001              | Radiati in Data Sconosciuta |
| 38086       | CAM Pollicino 35p          | Radiati in Data Sconosciuta |
| 38385       | CAM Pollicino 35p          | Radiati in Data Sconosciuta |
| 40941       | Bredabus 2001              | Radiati in Data Sconosciuta |
| 40942       | Bredabus 2001              | Radiati in Data Sconosciuta |
| B0105       | CAM Pollicino 35p          | Radiati in Data Sconosciuta |
| K5149       | Menarini Monocar 120       | Comprato usato da Crognaletti di Jesi (AN) (targa AN 563370) nel 2010, costruito nel 1992, usato per lungo tempo come scuola guida.                                                                                        |
| Sconosciute | Menarini Monocar 120       | Venduto a Benvenga Viaggi, Montesano sulla Marcellana |
| Sconosciute | Menarini Monocar 120       | Venduto a Gage(?) |

## Le linee
Le Autolinee Trasporti Interni gestiscono dieci linee di autobus:
| Linea        | Denominazione               | Località attraversate |
| ------------ | --------------------------- | --- |
| 1            | Città - Confine             | Città di San Marino - Murata - Fiorentino - Teglio - Chiesanuova - Confine |
| 2            | Città - Gualdicciolo        | Città di San Marino - Murata - Borgo Maggiore - Ventoso - Gualdicciolo - Molarini |
| Circolare 3d | Città - Faetano             | Città di San Marino - Borgo Maggiore - Cà Rigo - Corianino - Faetano - Cà Chiavello - Montegiardino - Cerbaiola - Fiorentino - San Giovanni sotto le Penne - Borgo Maggiore - Città di San Marino                               |
| Circolare 3s | Città - Montegiardino       | Città di San Marino - Borgo Maggiore - San Giovanni sotto le Penne - Fiorentino - Cerbaiola - Montegiardino - Cà Chiavello - Faetano - Cà Rigo - Borgo Maggiore - Città di San Marino                                           |
| 4            | Città - Rovereta            | Città di San Marino - Murata - Borgo Maggiore - Domagnano - Serravalle - Ponte Mellini - Dogana - Falciano - Rovereta |
| 5            | Borgo Maggiore - Cà Berlone | Borgo Maggiore - Città di San Marino - Casole - Montalbo - Cà Berlone |
| 6            | Città - Fiorentino          | Città di San Marino - Montalbo - Borgo Maggiore - Valdragone - Domagnano - Torraccia - Dogana - Serravalle - Ospedale di Stato - Domagnano - Valdragone - Borgo Maggiore - Murata - Montalbo - Città di San Marino - Fiorentino |
| 7            | Città - Galazzano           | Città di San Marino - Murata - Borgo Maggiore - Cailungo - Serravalle - Ponte Mellini - Dogana - Galazzano |
| Circolare 8  | Ospedale Fiorina - Ca' Vir  | Ospedale di Stato - Fiorina - Ponte Mellini - Dogana - Falciano - Dogana - Serravalle - Ospedale di Stato |